# Tequila Sunrise (lied)
Tequila Sunrise is een nummer van de Amerikaanse band Eagles. Het nummer werd uitgebracht op hun album Desperado uit 1973. Op 17 april van dat jaar werd het nummer uitgebracht als de eerste single van het album.

## Achtergrond
Tequila Sunrise is geschreven door Glenn Frey en Don Henley. De twee schreven geen nummers samen voor het debuutalbum van de band en besloten dat ze samen zouden werken na het afronden van het album. Volgens Frey lag hij op de bank gitaar te spelen en bedacht hij een riff die hij beschreef als "een beetje Roy Orbison, een beetje Mexicaans". Hij liet de riff horen aan Henley en zei: "Misschien moeten we hier iets op gaan schrijven". De titel van het nummer verwijst naar de cocktail Tequila Sunrise.
In de credits voor het compilatiealbum The Very Best Of uit 2003 zei Henley over het nummer: "Volgens mij was het een titel van Glenn. Ik denk dat hij er tegenstrijdig over was, omdat hij dacht dat het een beetje te voor de hand liggend of een te groot cliché zou zijn vanwege het drankje dat toen zo populair was. Ik zei, 'Nee - bekijk het eens van een andere kant. Je hebt de hele nacht door tequila gedronken en de zon komt op!' Het werd uiteindelijk een vrij goed nummer."
Volgens Frey werd Tequila Sunrise geschreven in dezelfde week als het titelnummer van Desperado en was het vrij snel klaar. Henley vertelde dat Frey aanpassingen voorstelde aan de brug van het nummer, en dat "take another shot of courage" (neem nog een slok aan moed) verwees naar tequila omdat zij de drank "directe moed" noemden. Hij zei: "We wilden graag met vrouwen praten, maar we hadden vaak het lef niet, dus namen we een paar slokken en opeens zeiden we 'Howdy, ma'am'."
Het nummer werd geen grote hit, het piekte op de 64e plaats in de Verenigde Staten en kwam in Canada tot positie 68, maar werd desondanks een populair nummer van de band. Zo werd het in 1993 gecoverd door countrymuzikant Alan Jackson op het tributealbum Common Thread: The Songs of the Eagles. Ook stond het in Nederland in alle edities van de NPO Radio 2 Top 2000, met uitzondering van 2000, met een 438e plaats in 2009 als hoogste notering.

## Hitnoteringen

### NPO Radio 2 Top 2000
| Nummer met noteringen in de NPO Radio 2 Top 2000 | '99 | '00 | '01 | '02 | '03 | '04 | '05 | '06 | '07 | '08 | '09 | '10 | '11 | '12 | '13 | '14 | '15 | '16 | '17 | '18  | '19 | '20  | '21  | '22  | '23  | '24  |
| ------------------------------------------------ | --- | --- | --- | --- | --- | --- | --- | --- | --- | --- | --- | --- | --- | --- | --- | --- | --- | --- | --- | ---- | --- | ---- | ---- | ---- | ---- | ---- |
| Tequila Sunrise                                  | 942 | -   | 682 | 533 | 562 | 537 | 468 | 521 | 484 | 514 | 438 | 490 | 559 | 858 | 686 | 680 | 832 | 838 | 857 | 1058 | 967 | 1120 | 1147 | 1179 | 1181 | 1365 |

1. ↑  Een '-' betekent dat het nummer niet was genoteerd en een vetgedrukt getal geeft de hoogste notering aan.

### Evergreen Top 1000
| Evergreen Top 1000 "Tequila Sunrise - Eagles" | Evergreen Top 1000 "Tequila Sunrise - Eagles" | Evergreen Top 1000 "Tequila Sunrise - Eagles" | Evergreen Top 1000 "Tequila Sunrise - Eagles" | Evergreen Top 1000 "Tequila Sunrise - Eagles" | Evergreen Top 1000 "Tequila Sunrise - Eagles" | Evergreen Top 1000 "Tequila Sunrise - Eagles" | Evergreen Top 1000 "Tequila Sunrise - Eagles" | Evergreen Top 1000 "Tequila Sunrise - Eagles" | Evergreen Top 1000 "Tequila Sunrise - Eagles" | Evergreen Top 1000 "Tequila Sunrise - Eagles" | Evergreen Top 1000 "Tequila Sunrise - Eagles" | Evergreen Top 1000 "Tequila Sunrise - Eagles" | Evergreen Top 1000 "Tequila Sunrise - Eagles" | Evergreen Top 1000 "Tequila Sunrise - Eagles" | Evergreen Top 1000 "Tequila Sunrise - Eagles" | Evergreen Top 1000 "Tequila Sunrise - Eagles" |
| Jaar                                          | 2008                                          | 2009                                          | 2010                                          | 2011                                          | 2012                                          | 2013                                          | 2014                                          | 2015                                          | 2016                                          | 2017                                          | 2018                                          | 2019                                          | 2020                                          | 2021                                          | 2022                                          | 2023                                          |
| --------------------------------------------- | --------------------------------------------- | --------------------------------------------- | --------------------------------------------- | --------------------------------------------- | --------------------------------------------- | --------------------------------------------- | --------------------------------------------- | --------------------------------------------- | --------------------------------------------- | --------------------------------------------- | --------------------------------------------- | --------------------------------------------- | --------------------------------------------- | --------------------------------------------- | --------------------------------------------- | --------------------------------------------- |
| Positie                                       | -                                             | -                                             | -                                             | -                                             | -                                             | 169                                           | -                                             | 280                                           | 417                                           | 459                                           | 458                                           | 475                                           | 419                                           | 358                                           | 379                                           | 373                                           |